# Royaume-Uni au Concours Eurovision de la chanson 1960
Le Royaume-Uni a participé pour la troisième fois au Concours Eurovision de la chanson, en 1960 à Londres, au Royaume-Uni. La chanson Looking High, High, High chantée par Bryan Johnson a été sélectionnée lors d'une finale nationale, dans l’émission A Song for Europe organisée par la BBC.

## A Song for Europe 1960

### Demi-finale 1
- Diffusé sur BBC Television le 2 février 1960

| Artiste                                           | Chanson                  | Finaliste |
| ------------------------------------------------- | ------------------------ | --------- |
| Pearl Carr & Teddy Johnson                        | Pickin' Petals           |           |
| David Hughes                                      | Mi amor                  |           |
| Don Lang                                          | As The Big Dipper Dipped |           |
| Benny Lee                                         | Friendly Street          |           |
| Lita Roza                                         |                          |           |
| Malcolm Vaughan                                   | Each Tomorrow            |           |
| Ronnie Carroll                                    | Girl With A Curl         |           |
| Le tableau suit l'ordre de passage des candidats. |                          |           |

### Demi-finale 2
- Diffusé sur BBC Television le 4 février 1960

| Artiste                                        | Chanson                           | Finaliste |
| ---------------------------------------------- | --------------------------------- | --------- |
| Pearl Carr & Teddy Johnson                     | Pickin' Petals                    | 2         |
| Ronnie Carroll                                 | Spring, Summer, Autumn and Winter | 5         |
| Vince Eager                                    | Teenage Tears                     | 6         |
| Bryan Johnson                                  | Looking High, High, High          | 1         |
| Marion Keene                                   | Unexpectedly                      | 3         |
| Denis Lotis                                    | Love me a Little                  | 4         |
| La table est ordonnée par l’ordre d'apparence. |                                   |           |

### Finale
- Diffusé sur BBC Television le 6 février 1960

| Artiste                                           | Chanson                  | Place |
| ------------------------------------------------- | ------------------------ | ----- |
| Malcolm Vaughan                                   | Each Tomorrow            | 4     |
| Bryan Johnson                                     | Looking High, High, High | 1     |
| David Hughes                                      | Mi Amor                  | 2     |
| Pearl Carr & Teddy Johnson                        | When The Tide Turns      | 3     |
| Marion Keene                                      | Unexpectedly             | 5     |
| Ronnie Carroll                                    | Girl With A Curl         | 6     |
| Denis Lotis                                       | Love Me A Little         | 7     |
| Le tableau suit l'ordre de passage des candidats. |                          |       |

Looking High, High, High a remporté la finale nationale et a terminé deuxième du concours.

## À l'Eurovision
Le Royaume-Uni était le 1re pays du concours, précédant la Suède. À l'issue du vote, le Royaume-Uni a reçu 25 points, se classant 2e sur 13 pays. Il faudrait attendre jusqu'en 1978 pour que le Royaume-Uni ne termine pas dans la première moitié du tableau.

### Points attribués au Royaume-Uni
Chaque pays avait un jury de dix personnes. Chaque membre du jury pouvait donner un point à sa chanson préférée.
| 10 points               | 9 points | 8 points   | 7 points           | 6 points                                |
| ----------------------- | -------- | ---------- | ------------------ | --------------------------------------- |
|                         |          |            |                    |                                         |
| 5 points                | 4 points | 3 points   | 2 points           | 1 point                                 |
| - Pays-Bas - Luxembourg | - Suisse | - Autriche | - Italie - Norvège | - Allemagne - Monaco - Belgique - Suède |

### Points attribués par le Royaume-Uni
| 5 points | France                  |
| 2 points | Autriche                |
| 1 point  | Danemark Norvège Monaco |